# Гидрохлориды
Гидрохлориды — кислые соли соляной кислоты. Наиболее широко термин «гидрохлориды» используется в органической химии.

## Отличие строения гидрохлоридов от хлоридов
Обычные неорганические хлориды образуются в реакциях соляной кислоты с различными основаниями, катион водорода при этом связывается гидроксильным анионом, образуя воду. Гидрохлориды являются разновидностью ониевых соединений, в которых ион водорода H+ из кислоты образует с молекулой основания комплексный катион. Такие соединения не являются в полном смысле кислыми солями хлористоводородной кислоты, однако такая терминология традиционно распространена в органической химии. В неорганической химии для соединений такого типа используется термин «хлорид», например - хлорид аммония, но никак не "гидрохлорид аммиака". Такой подход предпочтителен, так как подчёркивает, что эти соединения, по существу, являются солями соляной кислоты, состоящими из комплексного катиона и аниона хлора. 

## Виды оснований, образующие гидрохлориды
Наиболее важной группой оснований, образующих гидрохлориды являются амины RR’RN (лекарственные средства, пестициды, алкалоиды и др.). Менее известны гидрохлориды сульфониевых, фосфониевых и арсониевых оснований.

## Свойства гидрохлоридов
Большинство гидрохлоридов — бесцветные (если основание не придает окраску), хорошо растворимые в воде, кристаллические соединения. Присоединение хлороводорода обычно не меняет токсичность исходного основания, но увеличивает его растворимость и стабильность при хранении, что используется в фармацевтическом производстве, где многие основные лекарственные средства производятся в виде гидрохлоридов.
Так как гидрохлориды содержат присоединенный катион водорода они могут рассматриваться как кислоты, тем менее сильные, чем сильнее основание присоединившее хлороводород. Более сильное основание может отщепить хлороводород от менее сильного.
Водные растворы гидрохлоридов обычно ионизированы и содержат хлорид-ионы, которые могут быть обнаружены аналитическими реагентами.

## Применение
Образование гидрохлоридов широко применяется в различных областях химической и фармацевтической промышленности, так как большинство гидрохлоридов хорошо растворимо в воде, в отличие от оснований-предшественников. Гидрохлориды в фармацевтике сильно воздействуют на периферическую нервную систему (отключает медиаторы) на пресинаптическом  уровне и исключительно хорошо всасываются из ЖКТ (2-10 минут). Гарантированные побочные реакции с алкоголем - тошнота, амнезия, кома. Гидробромиды обладают похожим, но более слабым действием, но, как правило, сейчас не используются.